# Rusia 88 (film)
Russia 88 este un film despre neonazismul și neonaziștii din  Rusia, pe scurt o gașcă de skinheads filmează videoclipuri propagandiste pentru publicarea lor pe internet, lucrurile se complică când propagandistul filmului află că sora lui își petrece timpul cu străin (non etnic rus).
Rusia a interzis difuzarea filmului pe micile ecrane și în cinematografe însă procurarea unui DVD cu acest film este legală . Titlul filmului oficial în Rusia este Rossiya 88 dar internațional a fost emis sub numele Russia 88 . Filmul a fost lansat pe 28 ianuarie 2009 și a fost regizat de Pavel Bardin, filmul a participat și la festivalul internațional de la Berlin.
Acest film a fost perceput ca un afront de către grupările de neonaziști și skinheads din Rusia fiind catalogat ca "mockumentary" (documentar defăimător sau ironizator ).

## Rezumat
Filmul începe într-un mod violent care caracterizează tot parcursul filmului , acțiunea filmului este redată prin camera unui tânăr evreu pe nume Abraham ce în mod paradoxal făcea parte din gruparea skinhead prezentată în film . În mare parte din film acțiunea se focalizează pe Saha sau Blade, liderul grupării care avea și un mentor ce se asigura că totul poate funcționa fără restricții legale și care îi îndoctrina spre național socialism. Vom fi martori în film la exacerbarea tuturor caracteristicilor tipice neonaziste-naziste și anume : salutul nazist, tabere naziste, propaganda neonazistă, muzica RAC (Rock împotriva comunismului), chiar și a câinilor de luptă. Elementele enumerate mai devreme sunt folosite în decursul filmului pentru a teroriza imigrații , iar Saha va pune la cale toate atacurile asupra imigranților . În continuare Saha va primi drept cadou de la mentorul grupării un pistol, pistol care îi va fi fatal, după ce Saha a descoperit faptul că sora lui se întâlnea cu un imigrant, a decis ca împreună cu gașca sa să îl lichideze pe acest imigrant. Scena care dă curs nenorocirilor este cea în care se întâlnesc cele două tabere, gașca de skinheads și cei care îl protejau pe imigrant , unul dintre protectori îl va împușca pe mentor și pe câinele lui Saha. Deși protagonistul este vizibil afectat nu renunță să îl vâneze pe iubitul sorei lui dar de data aceasta fără ajutorul prietenilor săi, într-un final dramatic reușește să îl ucidă . Imediat după acest incident vor urma două sinucideri prima este a sorei lui Saha iar, apoi chiar a lui Saha, Abraham terminând filmul odată cu sinuciderea lui Saha .

## Detalii tehnice
- Cameră : color, DV-pana la-35mm
- Muzică : Petr Fedorov
- Design costume : Alena Alenkina
- Timp rulare : 104-108 minute
- Limba : Rusă

- Țara în care s-a filmat : Rusia